# Horst Buchholz

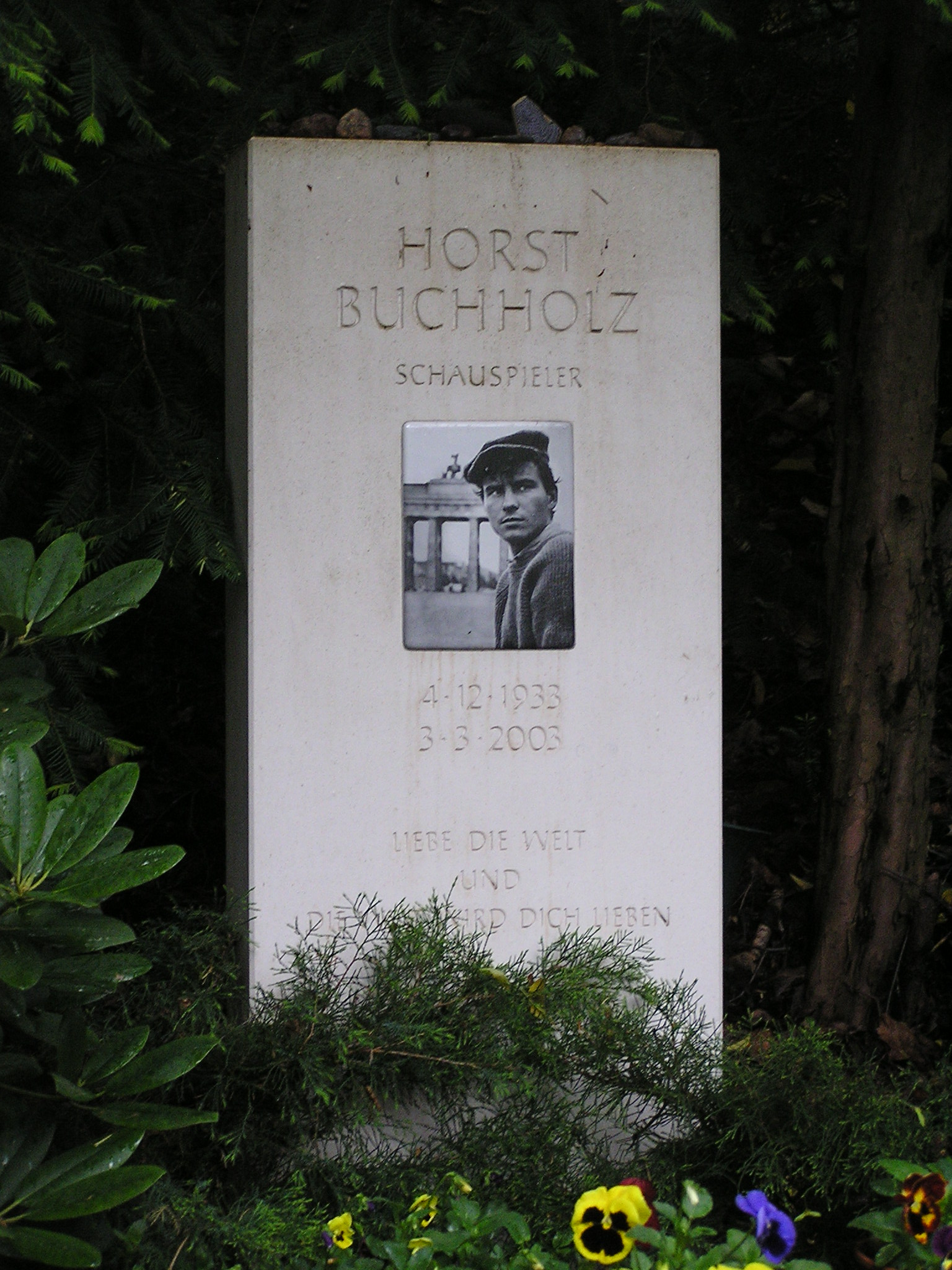
Horst Buchholzs gravsten.

Horst Werner Buchholz, född 4 december 1933 i Berlin, död 3 mars 2003 i Berlin, var en tysk skådespelare.
Horst Buchholz är känd bland annat för filmer som Farligt ögonvittne (1959), 7 vågade livet (1960) och Ett, två, tre (1961).

## Biografi
Horst Werner Buchholz föddes i Berlinstadsdelen Neukölln som son till Maria Hasenkamp. Fadern lärde han aldrig känna. Sina fem första år växte han upp hos en fosterfamilj. Modern tog tillbaka honom 1938 sedan hon gift sig med skomakaren Hugo Buchholz, som han tog sitt efternamn ifrån. Familjen bodde sedan i Prenzlauer Berg. Under andra världskriget (1943) evakuerades Bucholz till Schlesien. År 1946 återvände han till Berlin.
Han hade olika anställningar i Berlin och tjänade sina första pengar samtidigt som han åter gick i skolan som avbrutits under kriget. Där gjorde han också sin scendebut när han var med i en skoluppsättning. Sin första riktiga teaterroll och huvudroll fick han i Das Floss der Medusa av Georg Kaiser på Hebbel-Theater. Från 1950 koncentrerade han sig helt på skådespeleriet och tog lektioner. Från 1955 verkade han på olika scener i Berlin: Schlossparktheater, Schillertheater och Vagante Bühne. Hans filmdebut kom 1952 med Die Spur führt nach Berlin. Genombrottet kom 1956 med Förvildad ungdom (Die Halbstarken, 1956).

## Filmografi (i urval)
- 1956 – Förvildad ungdom
- 1959 – Farligt ögonvittne
- 1960 – 7 vågade livet
- 1961 – Fanny
- 1961 – Ett, två, tre
- 1976 – Slaget om Entebbe (TV-film)
- 1983 – Sahara
- 1992 – Aces: Iron Eagle III
- 1993 – Fjärran, så nära!
- 1997 – Livet är underbart